# Sulejówek
Sulejówek (IPA: [sulɛˈjuvɛk]) är en stad i Polen, belägen cirka 18 kilometer öster om Warszawas stadscentrum. Sulejówek utgör en del av Warszawas storstadsområde och ligger i Masoviens vojvodskap i Mińsk län. Staden har 19 323 invånare (2011).
Staden är välkänd i Polen då Józef Piłsudski levde här mellan 1923 och 1926.

## Systerstäder
- Estland - Viimsi kommun